# Association phonique des grands artistes
 (mai 2014).
La firme APGA (Association phonique des grands artistes) est une société phonographique française ayant existé de 1906 à 1910.

## Historique

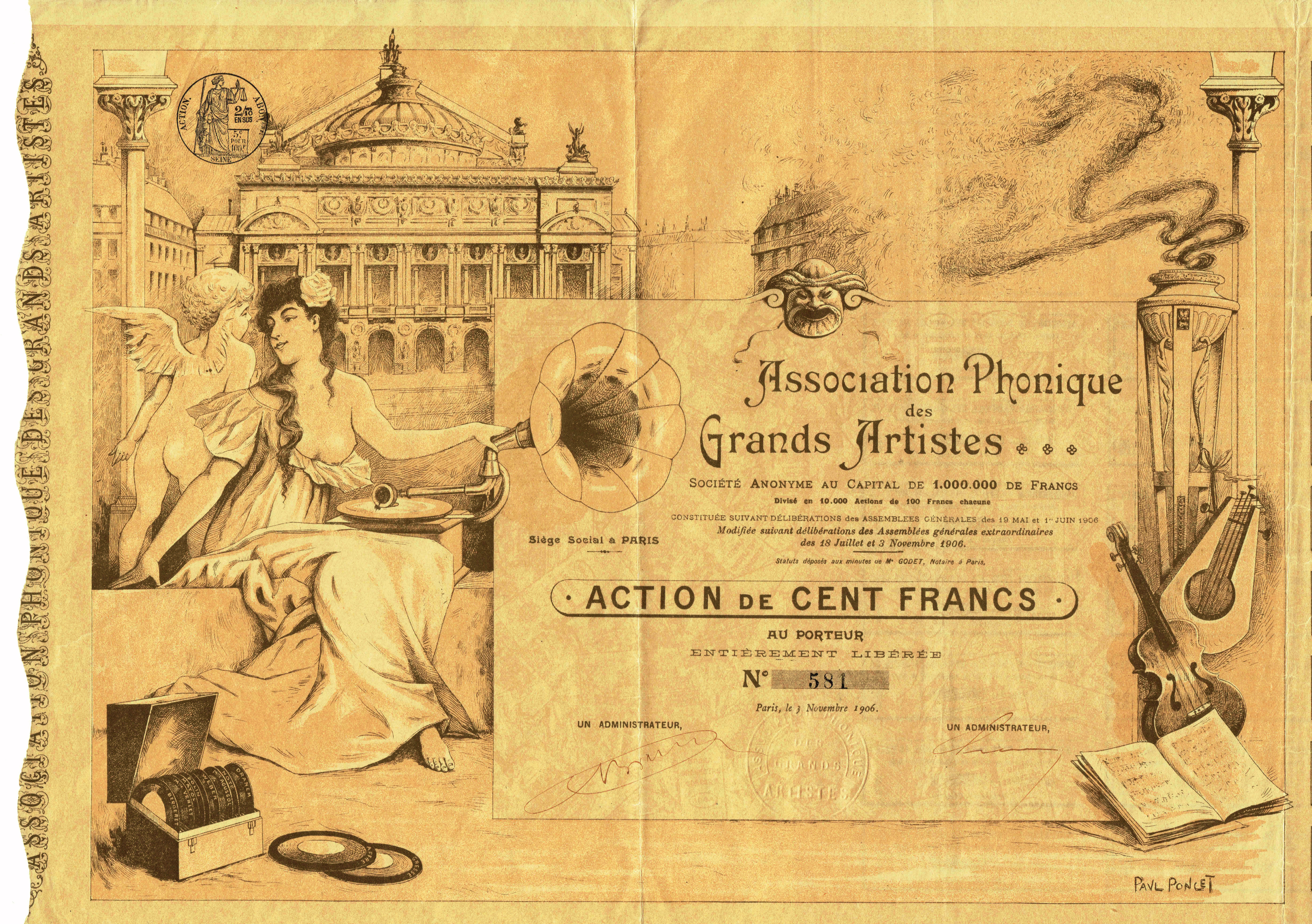
Action de l'Association Phonique des Grands Artistes en date du 3 novembre 1906

Elle est créée par les plus importantes vedettes de l'opéra, de l'opéra comique et du café-concert de cette époque, afin de pouvoir encaisser en leur nom propre les bénéfices perçus sur chaque vente de disque, qui jusqu'à cette date étaient exclusivement versés aux firmes elles-mêmes, l'artiste quant à lui ne touchant qu'une maigre rémunération quel que soit le nombre de phonogrammes vendus.
Félix Mayol, Polin, Dranem pour le concert, Agustarello Affre, Jean Noté, Charlotte Agussol pour le répertoire lyrique en sont les membres fondateurs . Très rapidement, d'autres artistes rejoignent les premiers sociétaires, comme Lucien Muratore, Albert Caudieux, Harry Weber, Théodore Botrel, Henri Fursy, Xavier Privas, Gabriel Montoya, Félix Galipaux, ainsi que quelques chanteurs étrangers et des musiciens comme le violoniste Alfred d'Ambrosio.
Les disques sont des disques à aiguille de 27 cm de diamètre, vendus entre 5 et 7 francs suivant la notoriété de l'artiste.
Assez rapidement, au début de 1910, en proie à d'importants problèmes de trésorerie, la firme est mise en liquidation. L'APGA, ainsi que ses sociétaires, passe alors sous la coupe de Pathé frères qui, pendant quelque temps, édite des disques à saphir « Pathé / APGA ».
Ces enregistrements, souvent prestigieux, sont actuellement un patrimoine sonore important de l'histoire de la chanson française du début du XXe siècle.
Plusieurs centaines de faces de disques APGA à écouter en ligne sur la Phonobase.